# Teorema de Coleman-Mandula
El teorema de Coleman–Mandula (debido a Sidney Coleman y Jeffrey Mandula) es un teorema de imposibilidad en física teórica. Declara que "las simetrías espaciotemporales y las simetrías internas no pueden ser combinadas, salvo de manera trivial" en aquellas teorías de campo que cumplen ciertas suposiciones. En este caso, (que incluye las teorías que podemos considerar realistas), las únicas cantidades conservadas posibles son escalares de Lorentz.

## Descripción
Sea g el álgebra de Lie de simetrías de la matriz de dispersión de una teoría de campo cuántica que satisface las siguientes suposiciones (además de las de la mecánica cuántica relativista, como unitaridad e Invarianza de Lorentz):
1. (Finitud del espectro de partículas) Existe una partícula más ligera; para cualquier escala de masa M, hay un número finito de partículas con masa menor a M.
2. (Analiticidad elástica débil) Las amplitudes de dispersión elástica de dos cuerpos son funciones analíticas de la energía en el centro de masa y la energía transferida a casi todas las energías.
3. (Ocurrencia de la dispersión) Cualquier estado de dos partículas experimenta alguna reacción a casi todas las energías (omitiendo como máximo un conjunto aislado).

Entonces g sólo puede ser la suma directa del álgebra del grupo inhomogeneo de Lorentz y un álgebra de simetrías internas que conmutan con la parte espaciotemporal. La consecuencia más importante de este teorema es que no permite la existencia de simetrías mixtas, que generarían cantidades conservadas que no son escalares, sino otras representaciones del álgebra de Lorentz. Es importante notar que las suposiciones del teorema se cumplen en el Modelo Estándar de Partículas.

## Limitaciones

### Otras simetrías del espacio-tiempo
Si el álgebra de la teoría de campo no contiene al álgebra de Poincaré, sino que está definida para un espaciotiempo con otra simetría, el teorema no es válido. Por otro lado, si ninguna de las partículas de la teoría tiene masa, la simetría del espaciotiempo no es Poincaré, sino el correspondiente grupo de transformaciones conformes; en este caso, es posible tener una combinación no trivial de simetrías internas y espaciotemporales.

### Ruptura espontánea de la simetría
Este teorema solamente restringe las simetrías de la matriz de dispersión; no dice nada sobre las simetrías espontáneamente rotas que no aparecen directamente en la matriz de dispersión. De hecho, es fácil de construir simetrías espontáneamente rotas que unifican simetrías espaciales e internas.

### Simetrías discretas
El teorema se aplica al álgebras de Lie de simetría, no al grupos de Lie . Por este motivo, no restringe las simetrías discretas o globales.

### Supersimetría y grupos cuánticos
La Supersimetría provee otra posibilidad para evadir el teorema: es una extensión de la simetría de Lorentz que incluye cargas espinoriales y por lo tanto forma no un álgebra de Lie sino una súper álgebra. El teorema correspondiente para teorías supersimétricas es el teorema de Haag–Łopuszański–Sohnius, que prueba que la superálgebra de Lie más general para una teoría de campo análoga es una suma directa del álgebra de Súper Poincaré y un álgebra de simetría interna. Algo similar ocurre si se admiten deformaciones del álgebra para tener grupos cuánticos.